# Deutscher Bekleidungsarbeiter-Verband
Der Deutsche Bekleidungsarbeiter-Verband (DBAV) war eine freie Gewerkschaft, die im Deutschen Kaiserreich und in der Weimarer Republik aktiv war.

## Geschichte
Die Gewerkschaft wurde am 1. Oktober 1888 als Deutscher Schneider-Verband mit Sitz in Berlin gegründet. Als einer der Vorgänger gilt der Allgemeine Deutsche Schneiderverband (1875–1878), weitere Vorgänger gab es aber bereits in den 1860er Jahren. Ab 1920 erhielt der DBAV seinen endgültigen Namen.
Nach dem Ersten Weltkrieg war der DBAV Gründungsmitglied des Allgemeinen Deutschen Gewerkschaftsbunds und Mitglied in der Internationalen Bekleidungsarbeiter-Föderation.
Als Verbandszeitung wurde Die Fachzeitung für Schneider und ab 1920 der Bekleidungsarbeiter herausgegeben.
Die Gewerkschaft hatte Ende 1928 79.797 Mitglieder (37.870 Männer, 38.354 Frauen, 3.573 Lehrlinge). Die Mitglieder waren aus den Branchen Herren- und Damenschneiderei, Herren-, Knaben-, Damen- und Gummikonfektion, einschließlich sämtlicher Uniformen, sowie Berufskleidung, Damen- und Plättanstalten, Kürschner, Mützenmacher und Zurichter.
Der Umfang von 428 Tarifverträgen in 19 Branchen an 773 Orten und 26.497 Betrieben zeugt von reger Tätigkeit. Geschützt wurden darüber 229.258 Beschäftigte in Betrieben aber auch in Heimarbeit.
Mit der Zerschlagung der Gewerkschaften durch die Nationalsozialisten endete die Verbandsgeschichte.
Nach dem Zweiten Weltkrieg wurde die Gewerkschaft Textil-Bekleidung (GTB) als Nachfolgerin der Gewerkschaften Hutarbeiter-Verband, Textilarbeiter-Verband und dem Bekleidungsarbeiter-Verband gründete. Die GTB fusionierte 1998 mit der Gewerkschaft IG Metall.

## Offizielle Namen
Auf Grund geschichtlicher Entwicklung und Zusammenschlüssen mit anderen Verbänden, wurde die Gewerkschaft öfters umbenannt.
- Deutscher Schneider-Verband (1888–1890)
- Deutscher Schneider- und Schneiderinnen-Verband (1890–1892)
- Verband deutscher Schneider und Schneiderinnen und verwandter Berufsgenossen (1892–1894)
- Verband der Schneider, Schneiderinnen und verwandter Berufsgenossen Deutschlands (1894–1907)
- Verband der Schneider, Schneiderinnen und Wäschearbeiter Deutschlands (1907–1920)
- Deutscher Bekleidungsarbeiter-Verband (1920–1933)

Im Jahr 1907 schloss sich der Verband der Wäsche- und Krawattenarbeiter Deutschlands und 1924 der Deutsche Kürschnerverband an.

## Vorsitzende
- Karl Neißler (1888–1890)
- Friedrich Holzhäußer (1890–1903)
- Heinrich Stühmer (1903–1920)
- Martin Plettl (1920–1933)